# Zakonnica (film)
Zakonnica (hiszp. La Monja) – hiszpański horror filmowy z 2005 roku w reżyserii Luisa De La Madrid. Film został wydany w dwóch wersjach językowych: hiszpańskiej, czeskiej i angielskiej.

## Obsada
- Anita Briem – Eve
- Cristina Piaget – Zakonnica (siostra Urszula)
- Belén Blanco – Julia
- Paulina Gálvez – Zoe
- Manu Fullola – Gabriel
- Oriana Bonet – Eulalia
- Teté Delgado – Cristy
- Natalia Dicenta – Susana
- Lola Marceli – Maria

## Opis fabuły
Sześć piętnastolatek, będących uczennicami katolickiej szkoły w Barcelonie, mieszka wspólnie w internacie, w którym spędzają cały dzień, będąc równocześnie terroryzowanymi przez pewną zakonnicę. Pewnego razu zakonnica odkrywa, że jedna z nich – Maria jest w ciąży i postanawia ją torturować twierdząc, że dziewczyna zgrzeszyła. Wkrótce potem przyjaciółki patrzą jak jest torturowana i postanawiają jej pomóc. Od tamtego czasu nikt zakonnicy nie widział, a szkołę zamknięto. Siedemnaście lat później Maria, zostaje brutalnie zamordowana, a świadkiem jej śmierci jest jej córka Eve. Kilkanaście dni później ginie kolejna z kobiet. Pozostałe kobiety zaczynają obawiać się o własne życie i muszą ponownie się zjednoczyć, a siedemnastoletnia Eve dołącza się do nich. Wkrótce dziewczyna odkrywa przerażające fakty dotyczące swojej przeszłości.